# Flemingia
Flemingia är ett släkte av ärtväxter. Flemingia ingår i familjen ärtväxter.

## Bildgalleri

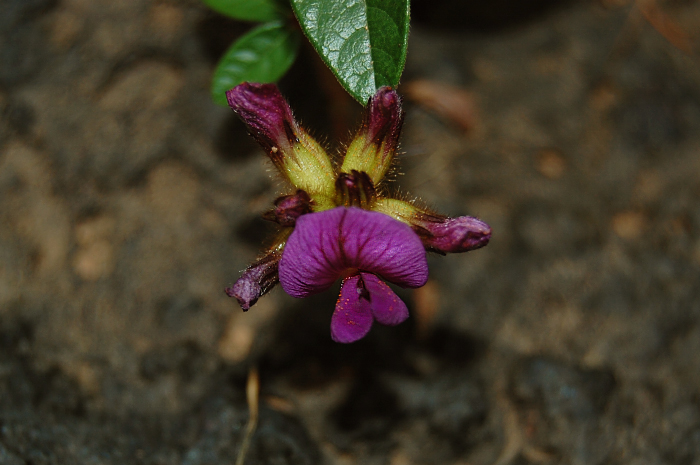

## Dottertaxa tillFlemingia, i alfabetisk ordning[1]
- Flemingia bhutanica
- Flemingia brevipes
- Flemingia cavaleriei
- Flemingia chappar
- Flemingia faginea
- Flemingia ferruginea
- Flemingia glutinosa
- Flemingia gracilis
- Flemingia grahamiana
- Flemingia involucrata
- Flemingia kerrii
- Flemingia kradungensis
- Flemingia kweichowensis
- Flemingia lacei
- Flemingia latifolia
- Flemingia lineata
- Flemingia macrophylla
- Flemingia mengpengensis
- Flemingia nilgheriensis
- Flemingia paniculata
- Flemingia parviflora
- Flemingia pauciflora
- Flemingia praecox
- Flemingia procumbens
- Flemingia prostrata
- Flemingia rollae
- Flemingia sarmentosa
- Flemingia schultzii
- Flemingia sootepensis
- Flemingia stricta
- Flemingia strobilifera
- Flemingia tiliacea
- Flemingia trifoliastrum
- Flemingia tuberosa
- Flemingia wangkae
- Flemingia wightiana